# Öster (Malmö)
Öster is een stadsdeel van de Zweedse gemeente Malmö. Het is op 1 juli 2013 ontstaan uit de samenvoeging van de stadsdelen Husie en Rosengård. Öster telt 44.300 inwoners.